# Affinity
Affinity é o quarto álbum de estúdio da banda inglesa de metal progressivo Haken. Foi lançado em 29 de abril de 2016 pela Inside Out Music. É o primeiro álbum do grupo com o baixista Conner Green após a saída de Thomas MacLean. O primeiro single "Initiate" foi lançado em 18 de  março de 2016. O segundo, "The Endless Knot", veio em 11 de abril do mesmo ano.
Para promover o álbum, a banda redesenhou totalmente seu site para simular um sistema operacional do anos 1980.

## Conceito
Affinity aborda assuntos como a evolução da computação e da humanidade, a relação entre homens e máquinas, comportamento humano, sociedade moderna e também pergunta se "a inteligência artificial um dia superará a capacidade humana de criar/recriar vida". Quando perguntado se se tratava de um álbum conceitual, o vocalista Ross Jennings disse que ele "é mais como uma trilha sonora para uma série de temas recorrentes do que um verdadeiro álbum conceitual." Ele também disse que nenhum dos membros da banda "sente como se já tivéssemos lançado nosso melhor trabalho até hoje, muito menos 'chegado lá'. Então a necessidade de produzir algo melhor que a última vez sempre estará lá."
A capa do álbum foi criada por Backlake Design (The Mountain e Restoration) e apresenta as mesmas seis aves vistas na capa de The Mountain, cada uma representando um dos membros. Foi inspirada por pacotes, negócios, logos comerciais e computação dos anos 1980.

## Composição
Affinity marca a primeira vez que todos os seis membros contribuíram com composições desde o começo em vez de construir a música com base nas ideias do guitarrista/tecladista Richard Henshall. O álbum é inspirado pela música dos anos 1980, especificamente música progressiva. Ross disse que Affinity é uma tentativa de mostrar às pessoas como os elementos daquela década foram necessários para a evolução da banda a despeito de muitos dizerem que o progressivo morreu naquela época. O tecladista Diego Tejeida disse ter sido inspirado pelo forte uso de sintetizadores da década, e particularmente pelo trabalho de Vince DiCola.
A ideia de fazer um álbum inteiro dedicada àquela época veio após a banda passar muito tempo ouvindo Toto, DiCola e Van Halen, e especialmente após o guitarrista Charlie Griffiths enviá-los uma versão inicial de "1985".
A faixa mais longa, "The Architect", com mais de 15 minutos, rendeu a Diego Tejeida duas semanas de trabalho para finalizar sua parte. Ela tem a participação de Einar Solberg da banda norueguesa de metal progressivo Leprous fazendo vocais rasgados. Ross inicialmente queria ter feito tais vocais ele mesmo, mas a banda decidiu usar a oportunidade para chamar um convidado especial. Ele comentou também o processo de composição da canção:

## Recepção da crítica
| Críticas profissionais    | Críticas profissionais |
| Avaliações da crítica     | Avaliações da crítica  |
| Fonte                     | Avaliação              |
| ------------------------- | ---------------------- |
| Metal Underground         | [ 7 ]                  |
| Metal.de                  | [ 8 ]                  |
| Sputnikmusic              | [ 9 ]                  |
| Ultimate Guitar Archive   | [ 10 ]                 |
| Progressive Music Planet  | [ 11 ]                 |
| When Prog and Power Unite | A                      |

Affinity recebeu críticas em geral positivas. Ty. A, do Metal Underground, elogiou a banda por conseguir uma suave "mistura de elementos de metal e progressivo", mas criticou a segunda metade do álbum por não sertão forte quando a primeira. Michael Klaas, doMetal.de, chamou o álbum de um dos mais cativantes álbuns de metal progressivo em anos.
Escrevendo para oSputnikmusic, Thompson D. Gerhart elogiou o álbum mas não ficou tão impressionado quanto ficou com o The Mountain, afirmando que "enquanto o grupo executa com precisão o conceito distópico, hackerístico sonhado para Affinity, o espaço mais largo para sonhar em The Mountain parece ter permitido que mais ideias grandes e alastrantes entrassem e florescessem, enquanto que os hits rápidos são os que entregam a mensagem de Affinity mais precisamente".
A equipe do Ultimate Guitar Archive elogiou as composições do Haken e a unidade entre os membros, mas disse que os vocais de Ross são "restritos" e que ele recorre demais à sua voz de cabeça. Rob, do Progressive Music Planet, deu ao álbum uma pontuação de 10/10 e o chamou de "um claro candidato a álbum do ano". Ele também disse que o álbum "fica melhor a cada audição" e que ele é "a melhor fornada de canções e a melhor mistura das influências deles também". Nick do When Prog and Power Unite disse que o álbum pode não substituir The Mountain como o seu favorito da banda, mas ele "chega bem perto". Ele elogiou o trabalho de Diego Tejeida no teclado e sua habilidade para "atender às demandas do estilo dos anos 80".

## Lista de faixas
Todas as músicas compostas por Haken.
| N.º            | Título                                                        | Duração |  |
| 1.             | "affinity.exe"                                                | 1:24    |  |
| 2.             | "Initiate" (Iniciar)                                          | 4:16    |  |
| 3.             | "1985"                                                        | 9:09    |  |
| 4.             | "Lapse" (Lapso)                                               | 4:44    |  |
| 5.             | "The Architect" (O Arquiteto (participação de Einar Solberg)) | 15:40   |  |
| 6.             | "Earthrise" (Nascer da Terra)                                 | 4:48    |  |
| 7.             | "Red Giant" (Gigante Vermelha)                                | 6:06    |  |
| 8.             | "The Endless Knot" (Nó Infinito)                              | 5:50    |  |
| 9.             | "Bound by Gravity" (Unido Pela Gravidade)                     | 9:29    |  |
| Duração total: | Duração total:                                                | 61:26   |  |

## Créditos

### Haken
- Ross Jennings – vocais
- Richard "Hen" Henshall – guitarra, teclados
- Charlie Griffiths – guitarra
- Conner Green – baixo elétrico
- Diego Tejeida – teclados, desenho de som
- Raymond Hearne – bateria

### Convidados
- Einar Solberg (Leprous) – vocais adicionais em "The Architect"
- Pete Rinaldi (Headspace) – violão em "Bound by Gravity"[13]

### Produção
- Jens Bogren - mixagem, masterização

## Paradas
| Parada (2016)                         | Maior posição |
| ------------------------------------- | ------------- |
| Bélgica (Ultratop Flandres)           | 92            |
| Países Baixos (Dutch Charts)          | 43            |
| Finlândia (Suomen virallinen lista)   | 23            |
| Alemanha (Offizielle Deutsche Charts) | 24            |
| Italian Albums (FIMI)                 | 79            |
| Reino Unido (Official Albums Chart)   | 96            |